# Midori (actrice)
Pour les articles homonymes, voir Midori.
Midori, née le 19 juillet 1968 à Durham (Caroline du Nord), est une actrice pornographique américaine, membre de l'AVN Hall of Fame depuis 2009. Elle est la sœur de Jody Watley.

## Biographie
Midori débute dans le cinéma traditionnel en 1988, avec un petit rôle dans le film Un prince à New York de John Landis.
Son premier film pornographique est Pussyman Auditions 3 de David Christophers en 1995.
En 1997, elle est la première noire américaine à tenir le rôle de trophy girl lors des AVN Awards. En 2001, elle obtient l'AVN Award de la meilleure actrice dans un second rôle pour Westside.
Midori poursuit parallèlement une carrière de chanteuse. En 2000 et 2001, elle enregistre deux CD, l'un composé de musique de danse, l'autre dans le registre hip-hop et rap.

## Récompenses
- 1998 : AVN Award Meilleure vidéo ethnique (Best Ethnic-Themed Video) pour Midori's Flava
- 1998 : Nitemoves Awards Best Actress-Editor’s Choice and Live Musical Performer
- 2001 : AVN Award Meilleure actrice dans un second rôle - Film (Best Supporting Actress - Film) pour Westside[4]

## Filmographie sélective
- Un prince à New York de John Landis (1988)
- Butterfly (1993)
- The Twins (1998)
- Black Bad Girls 3 (1999)
- West Side (2001)
- Black Biker Babes (2005)
- M.I.L.F. Chocolate 3 (2008)

## Discographie
Albums :
- 2000 : Midori (AKA) Michele Watley
- 2001 : Miss Judged